# Icușești
Icușești – wieś w Rumunii, w okręgu Neamț, w gminie Icușești. W 2011 roku liczyła 658 mieszkańców.